# Saint-Jean-de-la-Ruelle
Saint-Jean-de-la-Ruelle là một xã của tỉnh Loiret, thuộc vùng Centre-Val de Loire, miền trung nước Pháp.